# Сражение за Бинт-Джубайль
Бои в Бинт-Джубайль — ожесточённые бои между Армией обороны Израиля (ЦАХАЛ) и группировкой Хезболла за ливанский город Бинт-Джубайль в ходе Второй ливанской войны 24 июля — 10 августа 2006 года. По сообщениям арабских источников, город обороняло до 150 бойцов, применяя тактику городской партизанской войны.

## Хронология
- 23 июля израильское командование утверждает, что «установлен контроль над деревней Бинт-Джбейль»[8].
- 24 июля израильские бронетанковые части и батальон пехотной бригады «Голани» при поддержке артиллерии и авиации предприняли штурм города Бинт-Джубайль в 4 километрах от ливано-израильской границы. Осколочные ранения получил командир батальона. Израильтяне заявляют о полном контроле города[9].
- 26 июля — отряд спецназа из состава 51-го батальона пехотной бригады «Голани» попадает в засаду в Бинт-Джубайле. Восемь военнослужащих погибли, двадцать пять ранены[10][11][12]. Это самые крупные единовременные потери израильской армии за время боевых действий.

Накануне кровопролитного боя, командование ЦАХАЛ заверяло о полном контроле над стратегически важной высотой в Бинт-Джубайле. «Город под нашим контролем, — говорил командир 91-й дивизии бригадный генерал Галь Хирш. — Работа практически сделана, и террористы отступают». Но, как выяснилось, в деревне остались около сотни бойцов. Как отметили высокопоставленные источники в ЦАХАЛ, перед введением в Бинт-Джубайль пехоты невозможно было провести операцию с воздуха, поскольку в деревне ещё оставались несколько сот мирных жителей. По данным израильского командования убито около 150 боевиков Хезболлы, подтверждена также гибель 8 военнослужащих ЦАХАЛа.
Гибель такого количества военнослужащих сильно сказалась на общественных настроениях в Израиле. В израильских СМИ появились интервью офицеров бригады «Голани», которые утверждают, что на зачистку Бинт-Джубайля было выделено слишком мало сил. В ходе уже вспыхнувшего боя поддержка с воздуха, по их словам, также была недостаточной. Недоумение в Израиле вызывает и то, что официальные представители армии ещё 24 июля докладывали, что Бинт-Джубайль находится под израильским контролем. Позже выяснилось, что имелось в виду, что израильская армия контролирует Бинт-Джубайль с точки зрения свободного ведения огня по нему с окрестных высот.
Также в израильских СМИ сообщалось, со ссылкой на военные источники, что в ходе операции был полностью ликвидирован спецназ Хезболлы состоявший из приблизительно 80 бойцов.
- 27 июля — сообщается об ожесточенных боях в городе[11].
- 4 августа — сообщается, что израильские военнослужащие ликвидировали пять групп бойцов «Хезболлы» в районе Бинт-Джубайль в Южном Ливане[14].
- 7 августа — продолжаются бои за Бинт-Джубайль, где бойцы «Хезболлы» из ПТУРа подбили один танк, убив двух израильтян — майора Йотама Лотана и сержанта Ноама Меерсона[15][16].
- 10 августа — сообщение о продолжении боёв за город (19-й день)[17].
- 14 августа — де-факто завершение Второй Ливанской войны подписанием перемирия.